# 小行星8044
小行星8044（英語：8044 Tsuchiyama）是一颗围绕太阳公转的小行星。1994年12月28日，小林隆男在大泉町发现了此天体。
这颗小行星的绝对星等为319.6777859762217等。